# Roman Ciepiela
Roman Stefan Ciepiela (ur. 17 listopada 1955 w Tarnowie) – polski samorządowiec, w latach 2007–2014 wicemarszałek województwa małopolskiego, w latach 1994–1998 oraz 2014–2024 prezydent Tarnowa. 

## Życiorys
Absolwent III Liceum Ogólnokształcącego im. Adama Mickiewicza w Tarnowie. Ukończył studia w Akademii Rolniczej w Krakowie oraz studia podyplomowe w Akademii Górniczo-Hutniczej. Prowadził własną działalność gospodarczą. Pełnił funkcję prezydenta (1994–1998), a następnie wiceprezydenta (1998–2000) Tarnowa. Od 1990 do 2002 był radnym miejskim trzech kolejnych kadencji. Wprowadził podstawy budżetu zadaniowego, politykę konsultacji społecznych i dialogu z mieszkańcami w sprawach lokalnych finansów publicznych. Zainicjował m.in. rewitalizację centrum miasta oraz powstanie Państwowej Wyższej Szkoły Zawodowej. Od 2002 zajmował stanowisko wicedyrektora Małopolskiego Instytutu Samorządu Terytorialnego i Administracji.
Do 2001 działał kolejno w ROAD, Unii Demokratycznej i Unii Wolności. Później związany z Platformą Obywatelską. W październiku 2019 zawiesił swoje członkostwo w PO, w styczniu 2020 jego członkostwo w PO wygasło.
W latach 2002–2007 pracował jako zastępca dyrektora ds. merytorycznych Małopolskiego Instytutu Samorządu Terytorialnego Administracji (FRDL MISTiA) w Krakowie.
Od 2002 do 2014 sprawował mandat radnego sejmiku małopolskiego (II, III, IV i V kadencji), do 2006 był jego wiceprzewodniczącym. Początkowo reprezentował Wspólnotę Małopolską, potem PO. W 2007 objął stanowisko wicemarszałka województwa, na którym pozostał również w kolejnym zarządzie województwa powołanym w 2010. W 2011 bez powodzenia kandydował do Senatu. W wyborach samorządowych w 2014 został wybrany na stanowisko prezydenta Tarnowa. W wyborach w 2018 z powodzeniem ubiegał się o reelekcję na kolejną kadencję. W 2023 bez powodzenia startował w wyborach do Sejmu jako kandydat Koalicji Obywatelskiej, uzyskując 8436 głosów. Nie kandydował w wyborach samorządowych w 2024.

## Odznaczenia i wyróżnienia
- Krzyż Kawalerski Orderu Odrodzenia Polski (2014)[10].
- Złoty Krzyż Zasługi (2009)[11].
- Odznaka Honorowa za Zasługi dla Samorządu Terytorialnego (2015)[12].
- Złota Odznaka „Zasłużony dla Ochrony Przeciwpożarowej” (2010)[13].
- Laureat „Tarniny Akademii Tarnowskiej”[14]
- Odznaka „Zasłużony Działacz Ruchu Spółdzielczego” (2015)[15]
- Złota Odznaka Polskiego Związku Emerytów, Rencistów i Inwalidów[1].
- Małopolska Nagroda Rynku Pracy 2018[16]

## Wyniki w wyborach ogólnopolskich
| Wybory | Komitet Wyborczy | Komitet Wyborczy      | Organ               | Okręg | Wynik           |
| ------ | ---------------- | --------------------- | ------------------- | ----- | --------------- |
| 2011   |                  | Platforma Obywatelska | Senat VIII kadencji | nr 35 | 47 686 (34,93%) |
| 2023   |                  | Koalicja Obywatelska  | Sejm X kadencji     | nr 15 | 8436 (2,09%)    |

## Życie prywatne
Żonaty, ma dwie córki.